# Adelaide International
Adelaide International je společný tenisový turnaj mužů a žen konaný v australském Adelaide, který byl založen v roce 2020. Probíhá na úvod sezóny během druhého lednového týdne jako příprava na melbournský grandslam Australian Open. Založen byl v roce 2020. Dějištěm se stal areál Memorial Drive Tennis Centre, v němž jsou otevřené dvorce s tvrdým povrchem GreenSet. Na mužském okruhu ATP Tour se řadí do kategorie ATP Tour 250 a v ženském okruhu WTA Tour do kategorie WTA 500.

## Historie
Mužská část byla v kalendáři ATP Tour 2021 přeložena kvůli pandemii covidu-19 do Melbourne Parku a hrána jako Great Ocean Road Open 2021. Pro pokračující koronavirovou infekci došlo v roce 2022 ke zrušení mužského Auckland Open a ženského Hobart International. Náhradou za ně byl turnaj v Adelaide rozdělen do dvou lednových, po sobě jdoucích turnajů. Druhý z ńich probíhal v ženské kategorii WTA 250 namísto adelaidské příslušnosti k vyšší úrovni WTA 500.

## Přehled finále

### Mužská dvouhra
| Rok       | vítěz                            | finalista                        | výsledek                         |
| --------- | -------------------------------- | -------------------------------- | -------------------------------- |
| 2020      | Andrej Rubljov                   | Lloyd Harris                     | 6–3, 6–0                         |
| 2021      | hráno jako Great Ocean Road Open | hráno jako Great Ocean Road Open | hráno jako Great Ocean Road Open |
| 2022 (I)  | Gaël Monfils                     | Karen Chačanov                   | 6–4, 6–4                         |
| 2022 (II) | Thanasi Kokkinakis               | Arthur Rinderknech               | 6–7(6–8), 7–6(7–5), 6–3          |
| 2023 (I)  | Novak Djoković                   | Sebastian Korda                  | 6–7(8–10), 7–6(7–3), 6–4         |
| 2023 (II) | Kwon Sun-u                       | Roberto Bautista Agut            | 6–4, 3–6, 7–6(7–4)               |
| 2024      | Jiří Lehečka                     | Jack Draper                      | 4–6, 6–4, 6–3                    |
| 2025      | Félix Auger-Aliassime            | Sebastian Korda                  | 6–3, 3–6, 6–1                    |

### Ženská dvouhra
| Rok       | vítězka               | finalistka        | výsledek      |
| --------- | --------------------- | ----------------- | ------------- |
| 2020      | Ashleigh Bartyová     | Dajana Jastremská | 6–2, 7–5      |
| 2021      | Iga Świąteková        | Belinda Bencicová | 6–2, 6–2      |
| 2022 (I)  | Ashleigh Bartyová (2) | Jelena Rybakinová | 6–3, 6–2      |
| 2022 (II) | Madison Keysová       | Alison Riskeová   | 6–1, 6–2      |
| 2023 (I)  | Aryna Sabalenková     | Linda Nosková     | 6–3, 7–6(7–4) |
| 2023 (II) | Belinda Bencicová     | Darja Kasatkinová | 6–0, 6–2      |
| 2024      | Jeļena Ostapenková    | Darja Kasatkinová | 6–3, 6–2      |
| 2025      | Madison Keysová (2)   | Jessica Pegulaová | 6–3, 4–6, 6–1 |

### Mužská čtyřhra
| Rok       | vítězové                          | finalisté                        | výsledek                         |
| --------- | --------------------------------- | -------------------------------- | -------------------------------- |
| 2020      | Máximo González Fabrice Martin    | Ivan Dodig Filip Polášek         | 7–6(14–12), 6–3                  |
| 2021      | hráno jako Great Ocean Road Open  | hráno jako Great Ocean Road Open | hráno jako Great Ocean Road Open |
| 2022 (I)  | Rohan Bopanna Ramkumar Ramanathan | Ivan Dodig Marcelo Melo          | 7–6(8–6), 6–1                    |
| 2022 (II) | Wesley Koolhof Neal Skupski       | Ariel Behar Gonzalo Escobar      | 7–6(7–5), 6–4                    |
| 2023 (I)  | Lloyd Glasspool Harri Heliövaara  | Jamie Murray Michael Venus       | 6–3, 7–6(7–3)                    |
| 2023 (II) | Marcelo Arévalo Jean-Julien Rojer | Ivan Dodig Austin Krajicek       | bez boje                         |
| 2024      | Rajeev Ram Joe Salisbury          | Rohan Bopanna Matthew Ebden      | 7–5, 5–7, [11–9]                 |
| 2025      | Simone Bolelli Andrea Vavassori   | Kevin Krawietz Tim Pütz          | 4–6, 7–6(7–4), [11–9]            |

### Ženská čtyřhra
| Rok       | vítězky                                      | finalistky                                   | výsledek              |
| --------- | -------------------------------------------- | -------------------------------------------- | --------------------- |
| 2020      | Nicole Melicharová Sü I-fan                  | Gabriela Dabrowská Darija Juraková           | 2–6, 7–5, [10–5]      |
| 2021      | Alexa Guarachiová Desirae Krawczyková        | Hayley Carterová Luisa Stefaniová            | 6–7(4–7), 6–4, [10–3] |
| 2022 (I)  | Ashleigh Bartyová Storm Sandersová           | Darija Jurak Schreiberová Andreja Klepačová  | 6–1, 6–4              |
| 2022 (II) | Eri Hozumiová Makoto Ninomijová              | Tereza Martincová Markéta Vondroušová        | 1–6, 7–6(7–4), [10–7] |
| 2023 (I)  | Asia Muhammadová Taylor Townsendová          | Storm Hunterová Kateřina Siniaková           | 6–2, 7–6(7–2)         |
| 2023 (II) | Luisa Stefaniová Taylor Townsendová (2)      | Anastasija Pavljučenkovová Jelena Rybakinová | 7–5, 7–6(7–3)         |
| 2024      | Beatriz Haddad Maiová Taylor Townsendová (3) | Caroline Garciaová Kristina Mladenovicová    | 7–5, 6–3              |
| 2025      | Kuo Chan-jü Alexandra Panovová               | Beatriz Haddad Maiová Laura Siegemundová     | 7–5, 6–4              |